# Something in Your Eyes

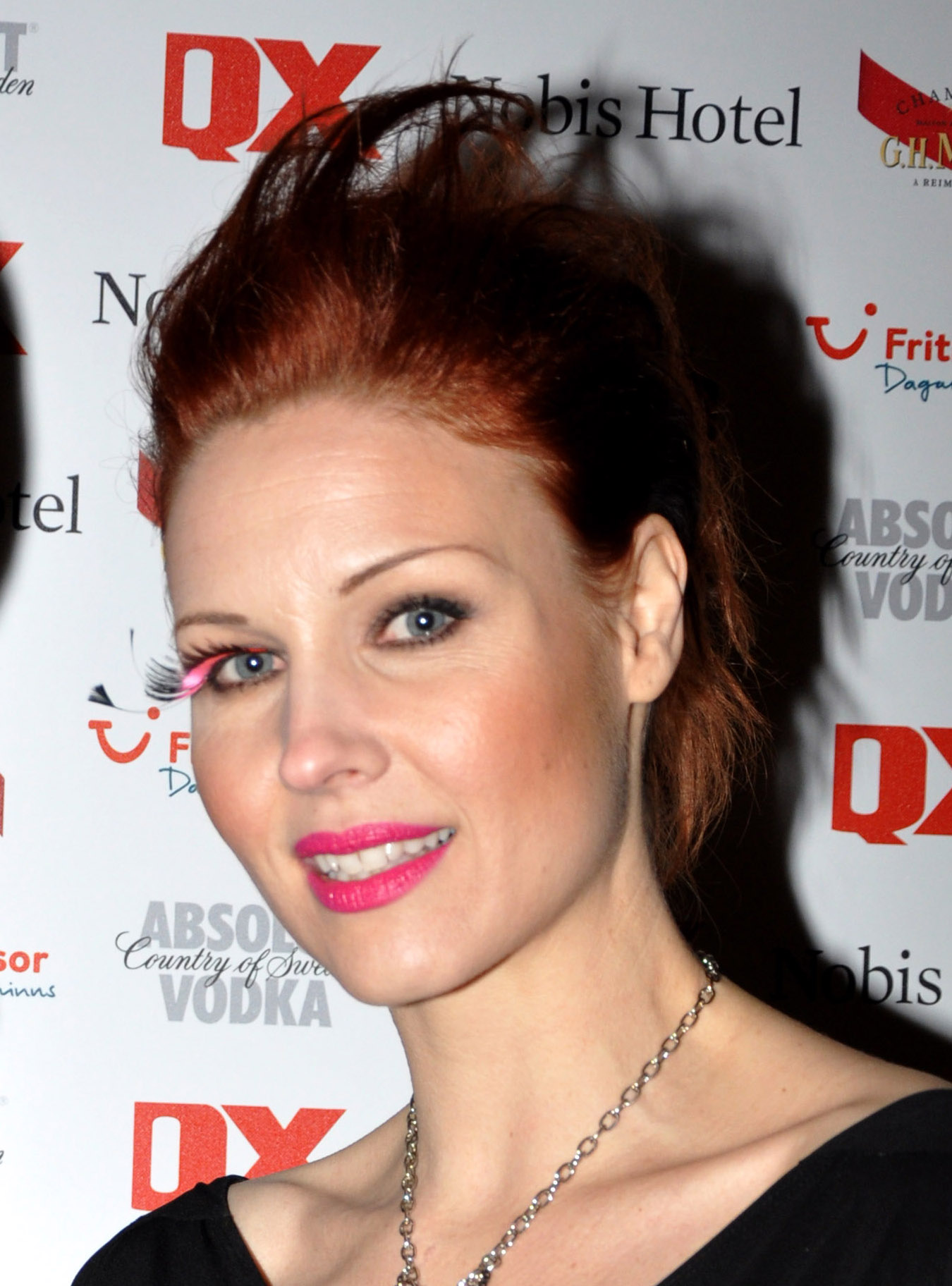
Jenny Silver framförde låten i Melodifestivalen 2011.

Something in Your Eyes är en låt från 2011 skriven av Thomas G:son, Henrik Sethsson och Erik Bernholm. 
Låten framfördes första gången i första deltävlingen i Luleå under Melodifestivalen 2011 av Jenny Silver. Där tog den sig till andra chansen.
Melodin låg på Svensktoppen i tre veckor. innan den tvingades lämna listan.

## Listplaceringar
| Lista (2011) | Topplacering |
| ------------ | ------------ |
| Sverige      | 59           |

### Fotnoter
1. ↑  ”Svensktoppen”. Sveriges Radio. 10 april 2011. http://sverigesradio.se/sida/topplista.aspx?programid=2023&date=2011-04-10. Läst 3 mars 2012.
2. ↑  ”Svensktoppen”. Sveriges Radio. 17 april 2011. http://sverigesradio.se/sida/topplista.aspx?programid=2023&date=2011-04-17. Läst 3 mars 2012.
3. ↑  ”Something in Your Eyes”. Swedishcharts. http://www.swedishcharts.com/showitem.asp?interpret=Jenny+Silver&titel=Something+In+Your+Eyes&cat=s. Läst 3 mars 2012.